# Ochakan
Ochakan (en arménien Օշական) est une communauté rurale du marz d'Aragatsotn en Arménie. Elle compte 5 815 habitants en 2009.
Elle compte une église Sourp Mesrop Machtots, qui abrite la tombe de Mesrop Machtots, créateur de l'alphabet arménien.

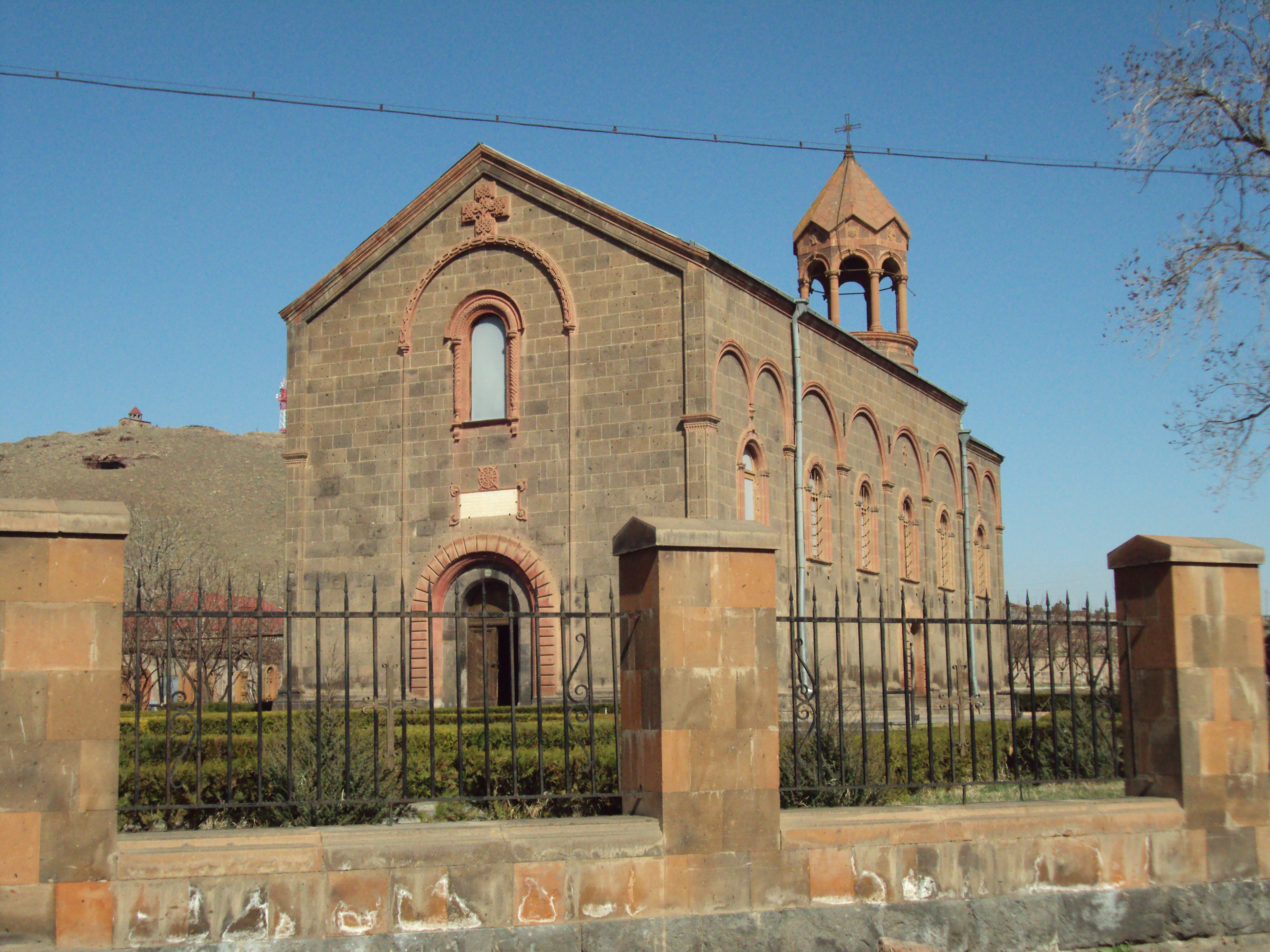
L'église Saint-Mesrop Mashtots, Oshkan.

## Jumelages
- Alfortville (France) depuis 2001